# Alfredo Pelliccioni
Alfredo G. Pelliccioni (21 giugno 1953) è un ex tiratore a segno sammarinese.

## Biografia
Nato nel 1953, è figlio di Salvatore Pelliccioni e fratello di Flavio Pelliccioni, entrambi olimpionici per San Marino, il primo a Città del Messico 1968, nel tiro a volo, il secondo a Los Angeles 1984, nella vela.
A 23 anni ha partecipato ai Giochi olimpici di Montréal 1976, nella gara di fucile 50 metri seduti, chiudendo al 76º posto con 565 punti.
Quattro anni dopo ha preso di nuovo parte alle Olimpiadi, quelle di Mosca 1980, sempre nel fucile 50 metri seduti, terminando 52º con il punteggio di 577.
A 31 anni ha partecipato ai suoi terzi Giochi, Los Angeles 1984, nel fucile 50 metri 3 posizioni, arrivando 51º con 1041 punti.